# Android TV

Logo di Android TV

Android TV è una piattaforma per smart TV sviluppata e prodotta da Google. Grazie al sistema operativo Android permette di sovrapporre un'interfaccia utente interattiva alla normale programmazione televisiva.

## Descrizione
Il sistema è stato presentato al Google I/O il 25 giugno 2014 come successore al precedente Google TV. Android TV può essere inserito sia negli apparecchi TV, e sia nei set-top box. Gli utenti possono accedere al Google Play Store per scaricare applicazioni Android, compresi i servizi di streaming media Netflix e Hulu, così come i giochi.
Questa piattaforma implementa la ricerca vocale per trovare rapidamente contenuti o rispondere a domande (come ad esempio quali film sono stati nominati per l'Oscar in un determinato anno). L'interfaccia TV è divisa verticalmente in tre sezioni: raccomandazioni sulla parte superiore il cui aggiornamento è basato sulle abitudini di visione dell'utente), applicazioni multimediali in mezzo, e giochi sul fondo. La navigazione nell'interfaccia è gestibile da un controller di gioco, da un telecomando, o dall'applicazione mobile Android TV.

## Sistema integrato
Nel tempo diverse marche di TV hanno realizzato modelli/versioni con Android TV già incorporato (built in) nell'hardware dell'apparecchio. In questo modo non occorre più il dispositivo esterno. Spesso è presente anche la funzione Chromecast. Android TV non va tuttavia confuso con Google TV (si veda sotto).

## Google TV
Google TV è l'interfaccia rinnovata di Android TV sviluppata da Google, lanciata il 30 settembre 2020. L'occasione fu la nuova denominazione di Google Play Movies & TV. È integrata, come Android TV, con il servizio Google TV. Si tratta di una sorta di launcher. A differenza del motore base, con Google TV si possono creare N profili utente e quindi l'esperienza è molto più personalizzabile. Comprende l'assistente vocale di Google.
Mentre Android TV è organizzata per app, Google TV è organizzata per tipologia di contenuti omogenei. Le schermate sono nettamente più contemporanee e curate in termini di esperienza utente. I modelli di smart TV che supportano Google TV devono avere prestazioni hardware maggiori di quelli che montano Android TV. Comunque, il sistema operativo rimane sempre Android TV così come l'installazione di app mediante Google Play.
A parte i dispositivi TV che montano l'interfaccia di serie (ad esempio Sony, Philips, TLC, XD, Hisense), quelli con Chromecast compatibili devono avere la caratteristica "Chromecast con Google TV" per poter permettere la fruizione della nuova interfaccia.